# نا أتوا
نا أتوا (بالإنجليزية: Nga - Atua)‏ السماء البولينيزية السادسة. هنا يعيش تانغوتانغو العاشق السابق لتوهاكي Tawhaki مع ابنتها أراهوتا.